# Maschin
Maschin o Valmaschin (in croato Maškin), dopo l'unione con Sant'Andrea conosciuta anche come isola Rossa (Crveni otok), è un isolotto disabitato della Croazia, situato lungo la costa occidentale dell'Istria, a sud del canale di Leme.
Amministrativamente appartiene alla città di Rovigno, nella regione istriana.

## Geografia
Maschin si trova a sudovest del porto di Rovigno (luka Rovinj) e a sud del promontorio di Montauro (Zlatni rt) e di punta Corrente (rt Kurent). Nel punto più ravvicinato dista 715 m dalla terraferma e poco più di 70 m da Sant'Andrea.
Maschin è un isolotto a forma di goccia, con la parte più stretta che punta verso ovest, che misura 495 m di lunghezza e 275 m di larghezza massima. Ha una superficie di 0,0958 km² e uno sviluppo costiero di 1,327 km.
Un tempo unita alla vicina isola di Sant'Andrea solo durante la bassa marea, oggi è connessa tramite una strada rialzata che argina il mare e crea le baie di Val dei Frati (Zapadna uvala) a ovest e di Val d'Austro (Istočna uvala) a est.
Insieme a Sant'Andrea, Maschin fu venduta al barone Johann Georg von Hütterott nel 1890, il quale costruì sulla prima dei parchi e riconvertì il monastero in una villa residenziale, importò su entrambe numerose specie di piante, e su Maschin costruì un mausoleo di famiglia sul sito di un antico castelliere degli Istri.
Nel 2000, l'isola fu colpita da una violenta tempesta che sradicò una gran quantità di alberi e arbusti.
Su Maschin si trova una spiaggia per naturisti.

### Isole adiacenti
- Isola di Sant'Andrea (Sveti Andrija), isolotto a nord di Maschin, collegato ad esso da una strada rialzata.
- Scoglio di Montauro (Muntrav), piccolo scoglio situato a nord di Sant'Andrea.
- Scoglio del Samier (Samer), altro scoglio poco a sud del precedente.
- Scoglio Piroso Grande (Veli Piruzi), isolotto a est di Sant'Andrea.
- Scoglio Piroso Piccolo (Mali Piruzi), scoglio gemello del precedente, situato poco più a nordovest.
- Astorga (Sturag), isolotto a sud di Maschin.
- San Giovanni (Sveti Ivan), isolotto a sud di Astorga con una forte strozzatura al centro.
- San Giovanni in Pelago (Sveti Ivan na Pučini), scoglio a sud di San Giovanni su cui si trova un faro.

### Cartografia
- (HR) Mappa topografica della Croazia 1:25000, su preglednik.arkod.hr.